# ریس ویلیامز (هنرپیشه)
ریس ویلیامز (انگلیسی: Rhys Williams؛ ۳۱ دسامبر ۱۸۹۷ – ۲۸ مهٔ ۱۹۶۹) هنرپیشه اهل بریتانیا بود.
او اولین فیلم خود ر با نقش دای باندو در چه سرسبز بود دره من ، درام درباره خانواده ای از طبقه کارگر ولزی که برنده جایزه اسکار بهترین فیلم شد، انجام داد.  ویلیامز تنها بازیگر ولزی در گروه بازیگران بود. اعتقاد بر این است که او راوی اصلی فیلم بوده است و در ابتدا توسط کارگردان جان فورد به عنوان مربی دیالوگ استخدام شد. 

## فیلم‌شناسی
از فیلم‌هایی که وی در آن نقش داشته است می‌توان به تپه‌های وطن، جانی گیتار، دره من چه سرسبز بود، دختر کشاورز، برداشت محصول تصادفی، خانم مینی‌ور، شهرستان رینتری، زنگ‌های کلیسای مریم مقدس، ژولیوس سزار، بی‌نوایان، پسران کتی الدر و خون بر خورشید اشاره کرد.